# 貝洛格拉奇克市鎮

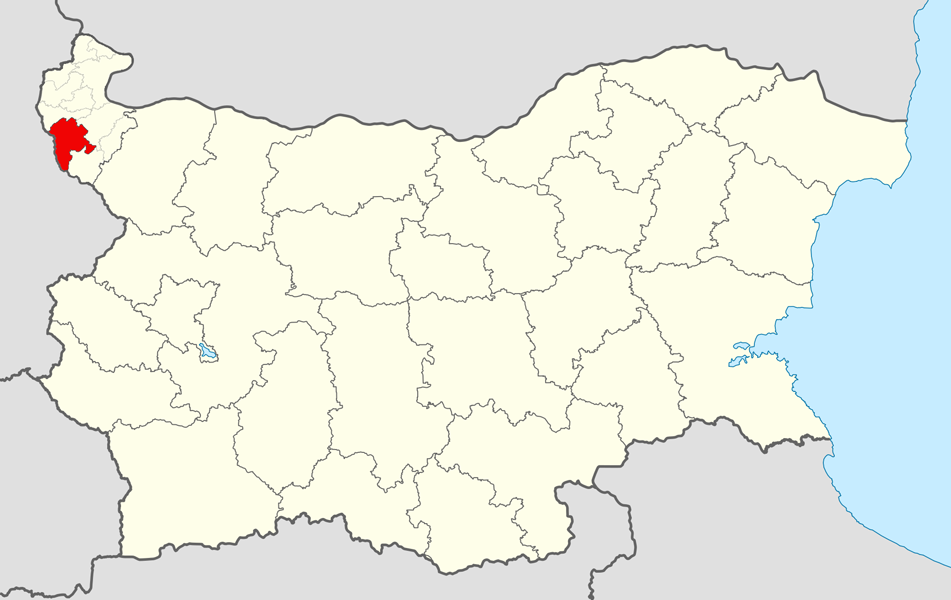

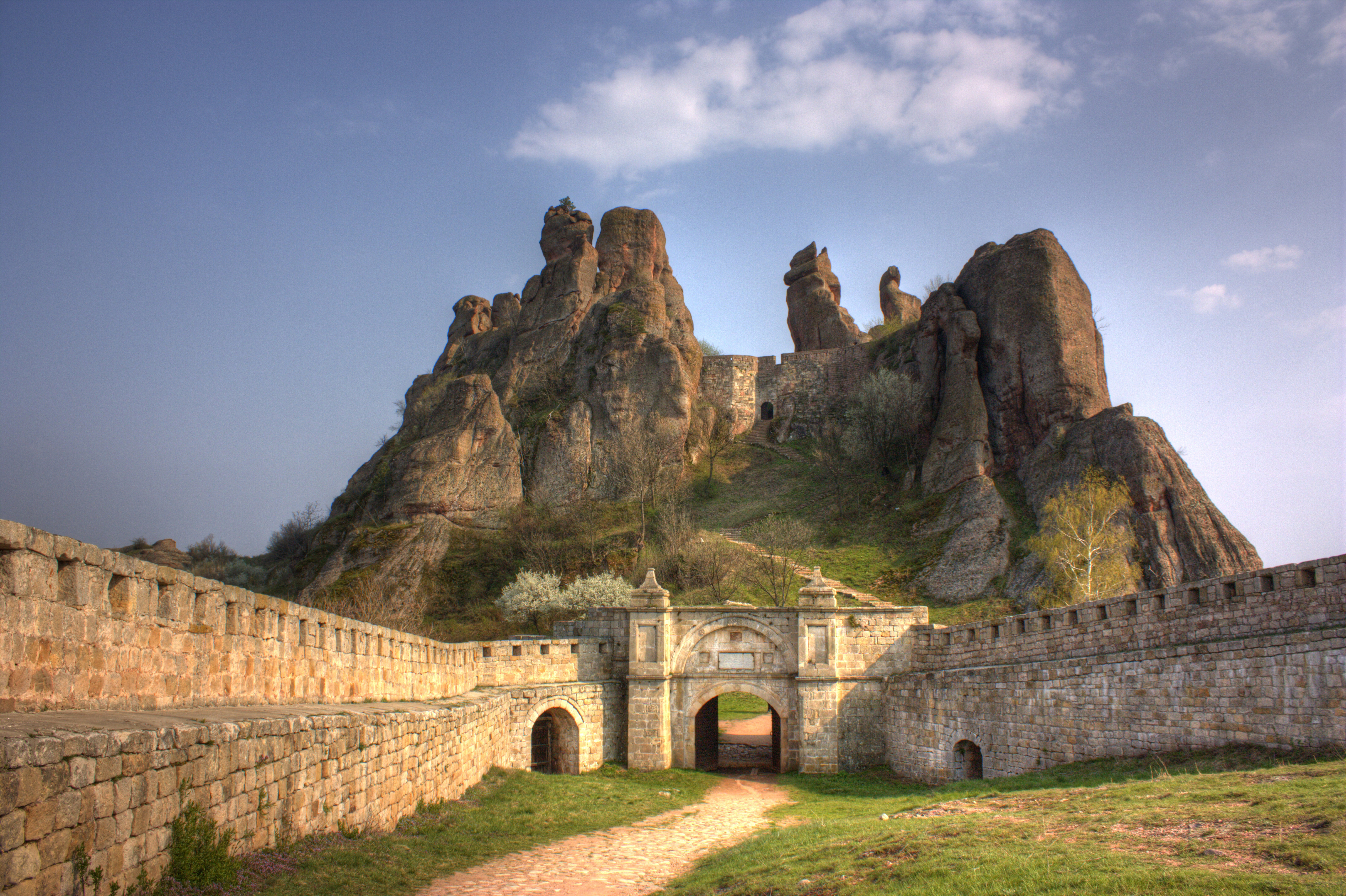

貝洛格拉奇克市，是保加利亞的城鎮，位於該國西北部，由維丁州負責管轄，首府設於貝洛格拉奇克，面積411平方公里，2009年人口7,045，人口密度每平方公里17.14人。
43°39′N 22°35′E / 43.650°N 22.583°E